# Bossématié
Pour l’article homonyme, voir Réserve naturelle de Bossématié.
La Bossématié est une rivière de la Côte d'Ivoire, qui a donné son nom à la réserve naturelle de Bossématié.